# غو سونغ-يون
غو سونغ-يون (هانغل: 구성윤) هو لاعب كرة قدم كوري جنوبي في مركز حراسة المرمى، ولد في 27 يونيو 1994 في سول في كوريا الجنوبية. شارك مع منتخب كوريا الجنوبية تحت 23 سنة لكرة القدم ومنتخب كوريا الجنوبية لكرة القدم. أما مع النوادي، فقد لعب مع سيريزو أوساكا وهوكايدو كونسادول سابورو.

## وصلات خارجية
- غو سونغ-يون على موقع رابطة كرة القدم اليابانية للمحترفين (اليابانية)
- غو سونغ-يون على موقع دوري كوريا الجنوبية (الإنجليزية)
- غو سونغ-يون على موقع قاعدة بيانات كرة القدم.إي يو (الإنجليزية)
- غو سونغ-يون على موقع ناشيونال فوتبول تيمز (الإنجليزية)
- غو سونغ-يون على موقع Soccerway.com (الإنجليزية)
- غو سونغ-يون على موقع عالم كرة القدم.نت (الإنجليزية)
- غو سونغ-يون على موقع أوليمبيديا (الإنجليزية)